# Гирс, Александр Карлович (генерал-майор)
Александр Карлович Гирс (7 марта 1785, Гродно — 19 ноября 1854, Санкт-Петербург) — российский военачальник, генерал-майор, георгиевский кавалер.

## Происхождение
Из дворян Гродненской губернии, лютеранского исповедания. Младший из четырех сыновей надворного советника, директора Гродненской пограничной таможни (с 1800 года) Карла Лаврентьевича Гирса. 
Семейство Гирсов имело шведские корни: прадед, Лоренц Гирс, генерал-кригс-асессор, был дважды взят в плен Петром I ( под Ригой и под Полтавой). После второго возвращения из плена на родину в Швецию, в 1712 году был возведён королём Карлом XII в дворянское достоинство. Дед, Лоренц фон Гирс занимался продажей шведского фарфора в России и переселился в Санкт-Петербург. Первым в русскую службу вступил отец Александра Карловича, К. Л. фон Гирс.

## Наполеоновские войны
Александр Гирс окончил Гродненский кадетский корпус, и вступил в службу в Смоленский драгунский полк прапорщиком в 1803 году, в возрасте 17 лет. В период формирования Финляндского драгунского полка в 1806 году, прапорщик Гирс приказом от 11 сентября 1806 года был в него переведён. Боевое крещение прапорщик принял 31 января 1807 года в ходе Войны четвёртой коалиции, когда, при изгнании неприятеля из местечка Мишенец, отличились два эскадрона финляндских драгун под командой майора А. М. Фитингофа. Затем драгунский офицер Гирс принимал участие в деле при Гутштате (24 мая) и в сражении при Гейльсберге (29 мая).
С началом Русско-шведской войны, Финляндский драгунский полк вошёл в число четырёх кавалерийских полков (кроме финляндцев, это были Гродненский гусарский, Лейб-гвардии казачий полк и казачий полк Лощилина), выделенных для поддержки пехоты в ходе кампании. 9 февраля 1808 года колонны русских войск перешли шведскую границу, а спустя два дня, приказом от 11 февраля 1808 года Гирс был произведен в подпоручики. В составе кавалерийского отряда графа В. В. Орлова-Денисова подпоручик участвовал во взятии города Гельсингфорса, а затем принимал участие в блокаде крепости Свеаборг; после подписания конвенции о сдаче Свеаборга Гирс со своей воинской частью вошёл в состав русского гарнизона крепости.
После окончания Шведской кампании Финляндский драгунский полк был расквартирован на территории Финляндии. В октябре 1811 года Гирс был произведен в поручики и характеризовался начальством как «весьма исправный и расторопный по фронту офицер». Но неукротимый темперамент Александра Карловича в мирное время толкал его на всякие выходки, из-за чего на него неоднократно поступали жалобы, которые доходили иногда даже до военного министра М. Б. Барклая-де-Толли.
Когда началась Отечественная война 1812 года, Финляндский драгунский полк, в числе войск Финляндского корпуса под командованием генерал-лейтенанта графа Штейнгеля, какое-то время оставался в Финляндии, чтобы прикрыть её от возможного шведского вторжения. После встречи 15 августа 1812 г. императора Александра I со Шведским наследным принцем (маршалом Бернадоттом) в Або, командующий корпусом генерал Штейнгель получил высочайшее повеление следовать с большей частью корпуса из Финляндии к Риге. С 22 августа по 1 сентября части Финляндского корпуса переправлялись на десантных судах от крепости Свеаборг к Ревелю, причём из-за бури затонуло несколько судов, погибли 179 драгунов и 110 казаков. Вступив в сражения возле Риги, корпус Штейнгеля был направлен на соединение с войсками П. Х. Витгенштейна, действовавшего против французских корпусов Удино, Сен-Сира, а затем и Виктора. 
С 14 сентября 1812 года Финляндский драгунский полк в составе корпуса принимал участие в сражениях. Корпус Штейнгеля способствовал Витгенштейну в кровопролитном  сражении за Полоцк, затем преследовал отступавшие французские войска и принимал участие в боях на территории Белоруссии. В этих боях поручик А. К. Гирс проявил себя как отважный офицер: за отличие, оказанное в бою против французских войск 12 октября 1812 г. при местечке Кубличи, а именно, за защиту своего орудия от превосходящего численностью неприятеля, он был награжден орденом Святого Владимира IV степени с бантом.
С началом Заграничных походов Финляндский драгунский полк был прикомандирован к летучему отряду генерал-адъютанта А. И. Чернышёва, однако его отряд переправился через Одер раньше, чем финляндские драгуны смогли к нему присоединиться. Поэтому финляндские драгуны переправились через Одер вместе с летучим отрядом знаменитого в будущем графа А. Х. Бенкендорфа и какое-то время воевали в его отряде. В составе отряда Бенкендорфа финляндцы 11 февраля 1813 года приняли участие в истреблении Итальянского конно-егерского полка при селении Темпельберге, а 18 февраля — в стычках, предварявших вступление русских войск в Берлин, вместе с другими отрядами вошли в Берлин 20 февраля.
Известие о том, что французский генерал Жозеф Моран (этого Морана не следует путать с одним из бессменных дивизионеров Даву, Шарлем Антуаном Мораном) с отрядом в 4000 человек при 12 орудиях, вошел 20 марта в восставший против французов город Люнебург (Ганноверское королевство), и готовит на следующий день казнь 50 горожан, заставило отряды А. И. Чернышёва и  Вильгельма фон Дёрнберга спешно двинуться к окружённому крепостной стеной Люнебургу, и сходу атаковать его 21 марта. Задачу атаки на город несколько облегчил сам неприятель, предпринявший вылазку за стену, штурмовать которую для кавалерии было бы проблематично. Казаки А.Х. Бенкендорфа опрокинули противника, и тогда фон Дёрнберг со своим отрядом бросился в атаку через ворота, открывшиеся, чтобы впустить бегущих французов. Генерал Чернышёв тем временем атаковал другие ворота под прикрытием огня из двух орудий. По словам Бенкендорфа, «Не ожидавший ... стремительной атаки противник вскоре уступил, и наша пехота, кавалерия, артиллерия и казаки, перемешавшись, ворвались в Люнебург». Бой продолжался на улицах города несколько часов, после чего генерал Моран решился отступить и вывести из города остатки своего войска, преследовать его бросилась кавалерия обоих отрядов. Но один французский батальон остался в городе и начал стрелять в спину русским, когда французы вышли на площадь, остававшиеся в резерве поручик Гирс с драгунами немедленно атаковали их и взяли в плен. Услышав стрельбу в городе и увидев, что его силы превосходят противника, Моран не только навёл порядок в колоннах, но и развернул их, и с барабанным боем снова повёл на город. Чаша весов качнулась было в сторону французов, и уже русские искали пути к отступлению, но тут выстрелом из пушки неуступчивый французский генерал был смертельно ранен и взят в плен, после чего французы были сломлены, и многие тут же сдались. Были захвачены в плен сам генерал, 2 полковника, 80 офицеров, 3113 рядовых, взято 12 орудий, 3 полковых орла и обоз. Все это было немедленно отправлено к переправе в Бойценбурге. Отряд Чернышёва, в виду своей малочисленности, не остался в городе, но, во избежание казней жителей Люнебурга после возвращения французов, генерал Чернышёв оставил записку, где пригрозил в ответ расстреливать пленных, взятых при штурме города.
В ходе сражения при Люнебурге отличившийся эскадрон финляндских драгун под командой поручика Гирса взял у неприятеля полкового орла, 1 орудие, несколько офицеров и нижних чинов в плен. За этот успех Гирс был награжден орденом Святого Георгия IV класса ( № 2733 по списку Григоровича-Степанова).
18 мая 1813 года финляндские драгуны участвовали в успешной кавалерийской атаке отряда Чернышёва на артиллерийский парк при городе Хальберштадте, за которую всем офицерам отряда, в том числе Гирсу, было объявлено Высочайшее благоволение. После Плейсвицкого перемирия, на время прервавшего ход военных действий, поручик А. К. Гирс был прикомандирован к отряду генерал-адъютанта Чернышёва и стал командовать небольшой партией донских казаков. За удачное предприятие 15 августа 1813 года, когда под местечком Бельциг Гирс с командой из 50 казаков отбил у неприятеля обоз, пороховые ящики и взял в плен 2 офицеров и 250 рядовых, он был пожалован орденом Святой Анны II степени. Отряд Гирса был увеличен до 80 казаков, и 24 августа 1813 года он был послан в самостоятельную рекогносцировку за Эльбу для действий на коммуникации между Дрезденом и Лейпцигом с приказом доставить сведения о французской армии около крепости Виттенберг. За отличие при выполнении этого задания Гирс был произведен в штабс-капитаны и получил под свое командование казачий полк.
Вместе с отрядом А. И. Чернышёва, Гирс участвовал в походе на столицу Вестфалии город Кассель, который был отрядом успешно занят, а вестфальский король Жером Бонапарт бежал из города (впрочем, позднее он туда вернулся). В новогоднюю ночь нового 1814 года отряд Чернышёва переправлялся через Рейн. 28 января передовые войска Чернышёва заняли крепость Авен (Avesnes), штабс-капитан Гирс сопровождал в штаб корпуса захваченные в Авене деньги.
За отличие при штурме крепости Суассон 2 февраля 1814 года Гирс был награжден золотой шпагой с надписью «За храбрость».  После этого Гирс продолжал службу в отряде Чернышёва вплоть до вступления союзников в Париж.
В 1814 году штабс-капитан А. К. Гирс стал адъютантом командующего Русским корпусом Северной союзной армии генерала от кавалерии барона Ф. Ф. Винценгероде, и оставался им до смерти последнего в 1818 году. В 1814 году Гирс также был пожалован военным шведским орденом Меча от командующего Северной армией союзников шведского кронпринца Бернадотта.

## В мирное время

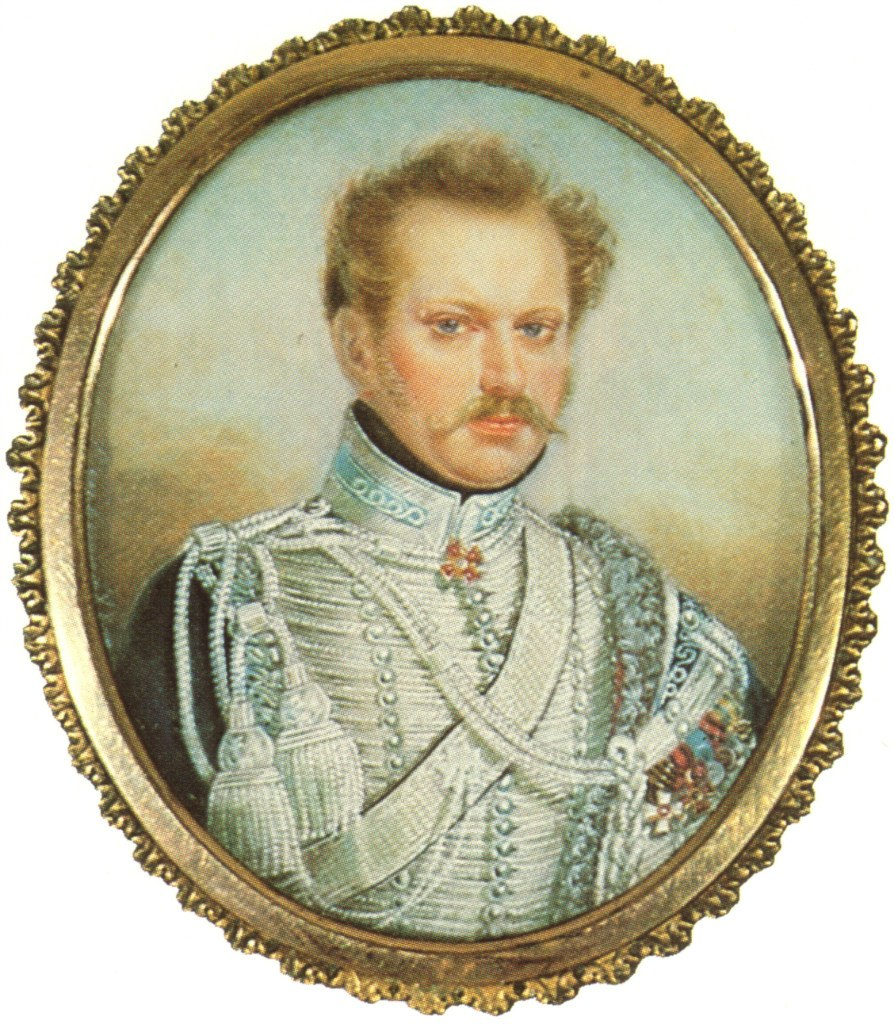
Портрет А.К. Гирса работы Ивана Винберга, 1823 г.

6 января 1815 года штабс-капитан армии Гирс был переведен поручиком в Лейб-гвардии Драгунский полк, 1 июля 1817 года он стал штабс-капитаном того же полка, а 15 ноября 1819 года - капитаном. 31 декабря 1819 года Александр Карлович был переведен подполковником опять таки в армейский Гродненский гусарский полк (переименованный в Клястицкий), так драгун стал гусаром. В роскошном парадном мундире подполковника Гродненского гусарского полка, со всеми своими боевыми орденами и медалями, А.К. Гирс запечатлен на миниатюрном портрете работы И.А. Винберга 1823 года из собрания Государственного Эрмитажа в Санкт-Петербурге. Существует и второй портрет Гирса: миниатюра работы неизвестного художника, выполненная в 1814 году.
Но служба в полку у подполковника не заладилась, вероятно, потому, что он был одним из офицеров, участвовавших в «истории 1-й гусарской дивизии», произошедшей весной 1821 года. К тому же А. К. Гирсу, родившемуся на окраине империи в Гродно, хотелось стать жителем Санкт-Петербурга: 31 декабря 1822 года, уйдя в 4-х месячный отпуск, подполковник в полк не возвратился, из-за чего велась переписка с обер-полицмейстером Петербурга о высылке Гирса из города. Однако, вернуть его в полк не удалось. С августа 1823 года он «был отмечен больным грудью», а в марте 1824 года был отставлен по болезни подполковником с мундиром.
Период 1825-26 годов А. К. Гирс провел вне службы; однако, уже в октябре 1827 года был определен командующим Лифляндской полубригадой пограничной стражи, а с ноября того же года занял должность командира Санкт-Петербургской бригады этого формирования. Основной обязанность Пограничной стражи в то время была борьба с контрабандистами, в связи с чем её деятельность регулировало, в основном, Министерство финансов. Карьера А.К. Гирса опять пошла в гору: в 1830 г. он получил звание полковника и был включен в число штаб-офицеров, «положенных при Министерстве Финансов для обозрения Пограничной Стражи».
Однако, 28 февраля 1837 года Высочайшей конфирмацией по военно-судному делу, производившемуся над нижними чинами, «которые оказали неповиновение начальству при поступлении в Пограничную стражу», полковник Гирс, набиравший этих людей, «за совершенное небрежение своей должностью» был наказан арестом с пребыванием на гауптвахте сроком  на месяц с занесением в формулярный список, и денежным взысканием. Хотя в 1840 году все ограничения в связи с наказанием были сняты, фактически полковник ни разу более не был награжден, несмотря на выполнение им возложенных на него обязанностей. 
В ноябре 1844 года, по распоряжению министра финансов графа Вронченко, полковник Гирс был командирован в Гродно, где находился по март 1846 года. В Гродно ему, «сверх участия в занятиях в следственной комиссии по поделке билетов Польского Банка, поручено было открыть подделывателей появившихся в 1844 году фальшивых 25-ти рублевых билетов депозитной кассы».
2 июля 1851 года А. К. Гирс был  в приглашен в Петергоф на празднование 200-летнего юбилея  Лейб-гвардии Конно-гренадерского полка (бывшего лейб-гвардии Драгунского), празднование проводилось по повелению наследника цесаревича Александра Николаевича. 
Желанный чин генерал-майора по кавалерии и пограничной страже уже немолодой Гирс получил только 6 декабря 1852 года, после ухода князя А. И. Чернышёва, своего бывшего начальника по отряду, с поста военного министра Российской империи. 
19 ноября 1854 года, в возрасте 69 лет, Александр Карлович Гирс скончался, состоя на службе, и был похоронен на Смоленском лютеранском кладбище в Санкт-Петербурге.

## Награды
- Орден Святого Владимира 4 степени с бантом (3 января 1813 года).
- Орден Святого Георгия 4 степени (28 августа 1813 года).
- Орден Святой Анны 2 степени (3 сентября 1813 года).
- Орден Меча рыцарский крест (29 апреля 1814 года;  Королевство Швеция[1])
- Медаль «В память Отечественной войны 1812 года» (1814).
- Медаль «За взятие Парижа» (1826).
- Знак отличия беспорочной службы XL (22 августа 1853 года).
- Золотая сабля «За храбрость» (1814).

## Семья
Генерал-майор Александр Карлович Гирс был женат на Елизавете Карловне фон Тифенбах. в этом браке родились дети: 
- София, девица
- Александр (род. 1824)
- Елизавета (1826-1872), вторая жена А. Я. Руммеля.
- Константин (1829—1888) — контр-адмирал.
- Николай (род. 1830)
- Владимир (род. 1832)
- Михаил (род. 1834)
- Фёдор (род. 1835)
- Павел (род. 1836)
- Валерия (род. 1840), замужем за вице-адмиралом И. Н. Стромиловым, комендантом Кронштадта.